# Miguel II de Constantinopla
Miguel II Curcuas (en griego medieval Μιχαήλ Β΄ Κουρκούας), ( ? -después de 1146) fue Patriarca Ecuménico de Constantinopla entre 1143 y 1146.
A comienzos de 1143, el Patriarca León Estipes y el emperador Juan II Comneno murieron simultáneamente, causando un efímero periodo de turbulencia en el Imperio. El heredero de Juan, su hijo Manuel llegó a Constantinopla  a finales de junio del 1143, y comenzó a organizar su coronación. Para esto era necesario el nombramiento de un nuevo patriarca, por lo que escogió al abad del monasterio de Oxeia, Miguel Curcuas. La coronación tuvo lugar el 28 de noviembre del mismo año.
Durante su estancia en el puesto, Miguel tuvo que lidiar con un monje llamado Nifón, que apoyaba a dos obispos que fueron hallados culpables de herejía y de practicar el bogomilismo. En el 1146, Miguel renunció a su puesto y regresó al monasterio de Oxeia, se cree que esto fue debido a su desilusión con el emperador.